# クラブリー川
クラブリー川（タイ語: แม่น้ำกระบุรี、Kraburi River）は、タイとミャンマーを流れる川の一つ。パークチャン川（แม่น้ำปากจั่น）とも呼ばれる。マレー半島のクラ地峡を流れて、タイとミャンマーの国境となっている。水源はテナセリウム山脈にあり、アンダマン海にそそいでいる。河口にはタイ側ではムアンラノーン郡、ミャンマー側ではコートーンの町がある。この川は長大な三角江があることで有名であり、幅は5㎞にも及ぶ大きなものである。また、タイで最も広いマングローブ保護林を有する。ラムナームクラブリー国立公園がタイ側の三角江の大部分をカバーし、ラノーン生態系保護区とレームソーン国立公園（ラムサール条約指定）が南部地域を囲んでいる。一帯にはマングローブのほか、ニッパヤシの林、干潟、砂浜、サンゴ礁、海草の藻場などがある。